# SPARC T4
SPARC T4 — многоядерный многопоточный микропроцессор с системой команд SPARC V9, выпущенный компанией Oracle в 2011 году. Характеризуется высоким уровнем многопоточности: в одной микросхеме находится 8 ядер, каждое из которых способно запускать до 8 нитей. Преемник процессора SPARC T3. Стал первым процессором архитектуры SPARC, использующим внеочередное исполнение целочисленных операций. В каждом ядре аппаратно реализована обработка чисел с плавающей запятой и блок криптографических операций. Частота процессора от 2,85 ГГц до 3,0 ГГц, изготовлен по технологии 40 нм TSMC, площадь кристалла 403 мм². В августе 2012 года был представлен процессор-преемник SPARC T5.

## История
Восьмиядерный процессор на 40 нм и частоте 2,5 ГГц появился в публичных планах Sun в 2009 году под кодовым именем Yosemite Falls с ожидаемой датой выпуска в конце 2011 года. По мнению онлайн-портала The Register, чип мог получить название «T4», заменив процессор SPARC T3.. Планировалось использование новой микроархитектуры «VT Core». Планы по созданию Yosemite Falls остались в силе после поглощения Sun корпорацией Oracle в начале 2010 года. В декабре 2010 года представитель Oracle подтвердил, что разработка процессора T4 продолжается.
В 2011 году на конференции Hot Chips-23 процессор был официально представлен.

## Архитектура
Ядра процессора носят название «S3». Каждое ядро содержит блок целочисленных АЛУ с возможностью одновременного выполнения двух инструкций (англ. dual issue), длина их конвейера составляет 16 стадий; 11-стадийный конвейеризованный АЛУ для вычислений над числами с плавающей запятой. В обоих блоках наблюдаются улучшения по отношению к предыдущим ядрам «S2», использованным в процессоре SPARC T3. Каждое ядро имеет кэши первого уровня (16 КБ для данных и 16 КБ для инструкций), и кэш второго уровня размером 128 КБ. Также в ядрах имеется механизм приоритизации потоков (используется через «critical thread API»), который позволяет предоставить все ресурсы ядра одному потоку. По отношению к T3 увеличилось количество инструкций для работы с криптографическими функциями. Кеш третьего уровня является общим для всех восьми ядер и имеет объём в 4 МБ. Количество транзисторов в процессоре составляет приблизительно 855 млн.
Первые образцы чипа работали на частоте 2,85 ГГц; в серверных системах первых выпусков уже применены версии процессора с тактовой частотой до 3,0 ГГц.
Процессор T4 был представлен публике как составная часть серверов Oracle SPARC серии T4 в сентябре 2011 года.